# سابينه ألت
سابينه ألت Sabine Alt (ولدت في برلين في عام 1959) هي أديبة ألمانية.

## حياتها
ولدت سابينه ألت وترعرت في مدينة برلين، ودرست علوم اللغة الألمانية وآدابها وكذلك العلوم التربوية. عملت استشارية تربوية في إحدى مدارس برلين الثانوية. وفي عام 1995 انتقلت مع أسرتها للعيش في مدينة هاتنجن الواقعة في منطقة الرور.
وقد عادت مرة أخرى إلى برلين، وما زالت تعيش فيها حتى الآن.

## إنتاجها الأدبي
كتبت سابينه ألت روايتين ساخرتين أثناء إقامتها في هاتنجن، وهما «كيرا في الأسرة الملكية» و«كذب ماريا فالوت الجميل». وكتبت بجانب هاتين الروايتين رواية بوليسية بعنوان «أبناء الماء».
وفي عام 2005 أصدرت روايتها البوليسية الثانية «موهبة فيرا» Weras Talent, التي تدور أحداثها حول امرأة قوية الشخصية وهي فيرا براتسنجر، أستاذة جامعية تدرس تاريخ الفن.
وفي خريف عام 2006 أصدرت رواية رعب نفسية وهي بعنوان «تحول جريتا» Gretas Verwandlung.